# Ноуи ап Гуриад
Ноуи ап Гуриад (валл. Nowy ap Gwriad; 900 - 970) — король Гвента (955—970).

## Биография
Ноуи, упоминается как король Гвента, в Книге Лландафа как живущий в 955 году во времена епископа Патера. В родословных был известен по именам, Ноугуй и Ногуй. Он, очевидно, наследник Каделла ап Артвайла, который умер в 942 году. Его отец был, возможно, Гуриад ап Брохвайл. Отец его отца, Брохвайл, был сыном Родри сына Артвайла. По другой версии его отец был сыном Кадугана.
У него было два сына: Артвайл, который сменил своего отца, и Элисед, который был убит его братом Артвайлом.